# Ballenas Islands
Ballenas Islands är öar i Kanada.   De ligger i Regional District of Nanaimo och provinsen British Columbia, i den sydvästra delen av landet, 3 600 km väster om huvudstaden Ottawa.
I omgivningarna runt Ballenas Islands växer i huvudsak blandskog. Runt Ballenas Islands är det ganska glesbefolkat, med 31 invånare per kvadratkilometer.